# Arteméter
Arteméter (INN) es un agente antipalúdico para el tratamiento de cepas de paludismo resistentes multi-fármaco anti Plasmodium falciparum. Químicamente es un éter derivado de artemisinina. Se utiliza combinado con Lumefantrina. Lo comercializa el laboratorio Novartis como Co-Artem.